# Николас Кортни
Вилијам Николас Стоун Кортни (енгл. William Nicholas Stone Courtney; Каиро, 16. децембар 1929 — Лондон, 22. фебруар 2011) био је британски глумац. Кортни је најпознатији по улози бригадира Летбриџ-Стјуарта у научно-фантастичној серији Доктор Ху.